# Georgios Hadjikyriakou
Georgios N. Hadjikyriakou (1946) es un profesor, y naturalista chipriota.

## Algunas publicaciones
- thōmas Euangelou, georgios n. Hadjikyriakou. 2011. To Phlamoudi : phōtographikē peridiavasē : katechomenē Kypros. Ed. Leukōsia : Ekdoseis En Typois, 285 pp.

- g. Hadjikyriakou. 2007. Aromatic and spicy plants in Cyprus : from antiquity to the present day. Ed. Nicosia : Bank of Cyprus Cultural Foundation, 441 pp. ISBN 9789963428533 ISBN 9963428533

- --------------------, c. Makris, y. Christofides, g. Alziar. 2004: Additons to the flora of Cyprus. J. Bot. Soc. Bot. France 27: 31-46
- La abreviatura «Hadjik.» se emplea para indicar a Georgios Hadjikyriakou como autoridad en la descripción y clasificación científica de los vegetales.[3]